# Achayatipac
Achayatipac är en ort i Mexiko.   Den ligger i kommunen Milpa Alta och delstaten Distrito Federal, i den sydöstra delen av landet, 26 km söder om huvudstaden Mexico City. Achayatipac ligger 2 451 meter över havet och antalet invånare är 161.
Terrängen runt Achayatipac är lite bergig. Runt Achayatipac är det tätbefolkat, med 411 invånare per kvadratkilometer. Närmaste större samhälle är Iztapalapa, 16,5 km norr om Achayatipac. Trakten runt Achayatipac består till största delen av jordbruksmark.